# Knoppergalwesp
De knoppergalwesp (Andricus quercuscalicis) is een vliesvleugelig insect uit de familie van de echte galwespen (Cynipidae). De wetenschappelijke naam van de soort is voor het eerst geldig gepubliceerd in 1783 door Burgsdorff.

## Algemeen
De soort is veroorzaker van de zogenaamde knoppergal op eikenbomen. Het woord knopper is waarschijnlijk afgeleid van het Duitse woord "knoppe", een soort vilten pet of helm gedragen tijdens de 17e eeuw met een vorm die lijkt op die van de gal.

## Uiterlijk
A. quercuscalicis is een klein onopvallend wespje met donkerbruin tot zwart glimmend lijf en gelige pootjes en antennes.
Opvallender zijn de zogenaamde knoppergallen op eiken die door de agame generatie van deze soort worden veroorzaakt.
Knoppergallen ontwikkelen zich als een chemisch geïnduceerde verstoring van de groeiende eikels op zomereik (Quercus robur,
soms wintereik Quercus petraea), veroorzaakt door de wespen, die eieren leggen in de knoppen met hun legboor.
De tot 2 cm grote gal is kleverig, groen tot geelgroen met soms rode randen en ziet eruit als uitstulping aan een eikel.
Vaak is de hele eikel onzichtbaar en omhuld door de gal. Afhankelijk van het aantal larven binnenin is de gal grilliger van vorm.
De gallen kunnen daardoor in sommige gevallen lijken op de door Andricus grossulariae veroorzaakte gallen.

## Levenswijze
Zoals bij de meeste galwespen op eik, kent deze soort twee generaties, een seksuele en een a-seksuele of agame of parthenogenetische generatie.
De seksuele gallen van deze soort ontwikkelen zich in de lente, ze bevatten zowel mannelijke als vrouwelijke dieren en zijn veel onbekender en
onopvallender. Het zijn kleine dunwandige, kegelvormige, tot 2.5 mm lange galletjes die zich ontwikkelen in de mannelijke katjes van de
Turkse eik of moseik (Quercus cerris). De gallen die veroorzaakt worden door de agame generatie bevatten enkel vrouwelijke galwespen.
Deze zijn in staat zich ongeslachtelijk voort te planten. Deze gallen worden knoppergallen genoemd. Deze abnormale eikels ontstaan tijdens de
zomer en worden bruin in de vroege herfst, waarna ze van de boom vallen. De larve leeft in een soort binnengal binnen de gal, de volwassen seksuele vrouwelijke galwesp komt in de lente, via een opening in de punt van de gal, naar buiten.

## Afbeeldingen

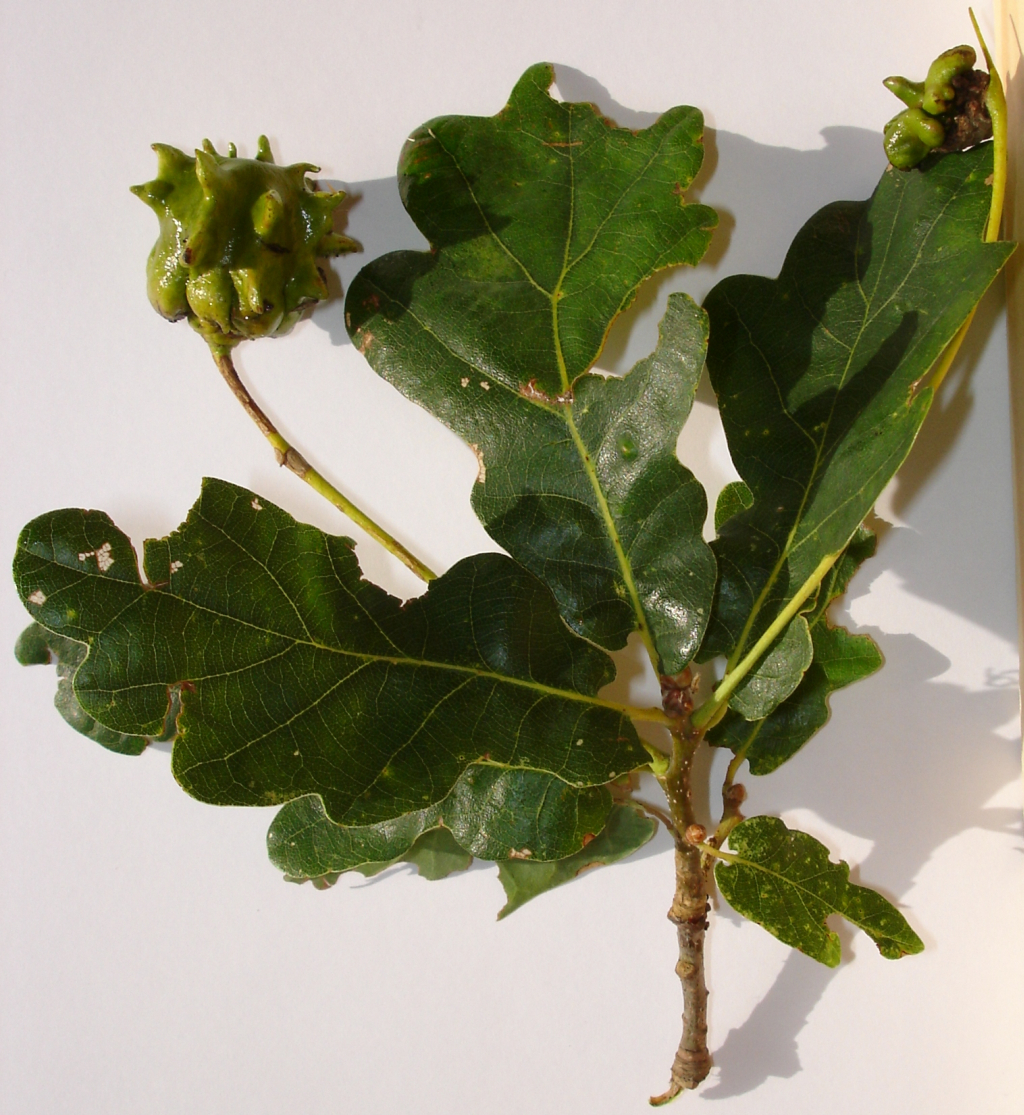
knoppergallen en eikenblad
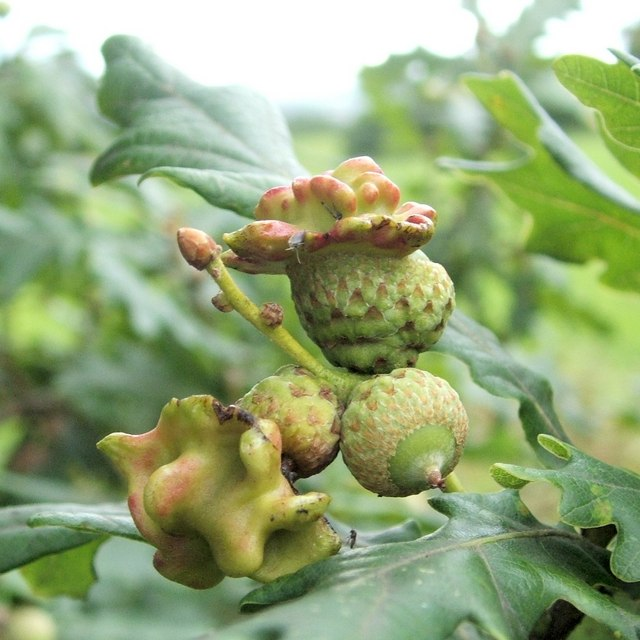
gedeeltelijk overwoekerde eikels
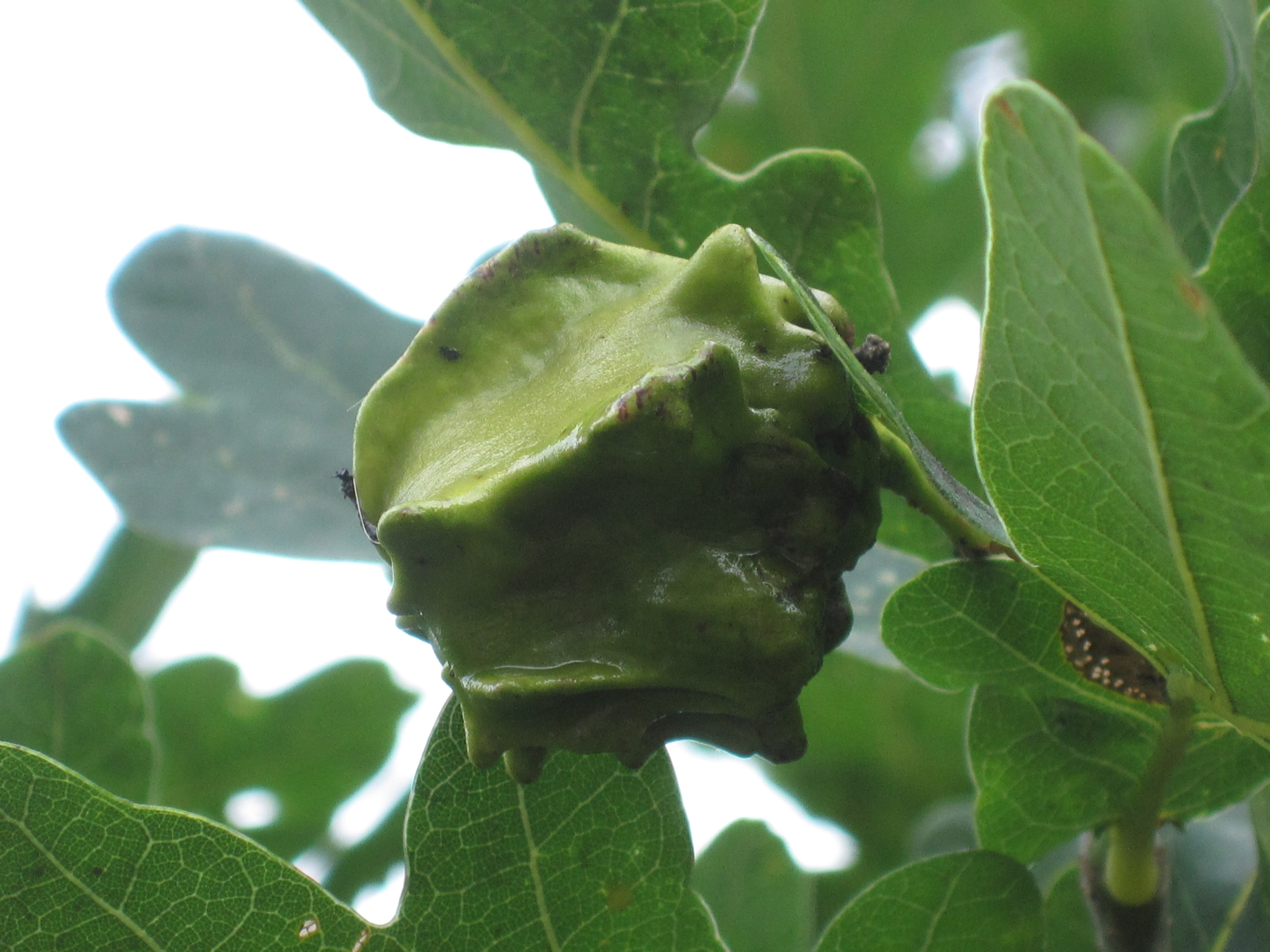
totaal overwoekerd
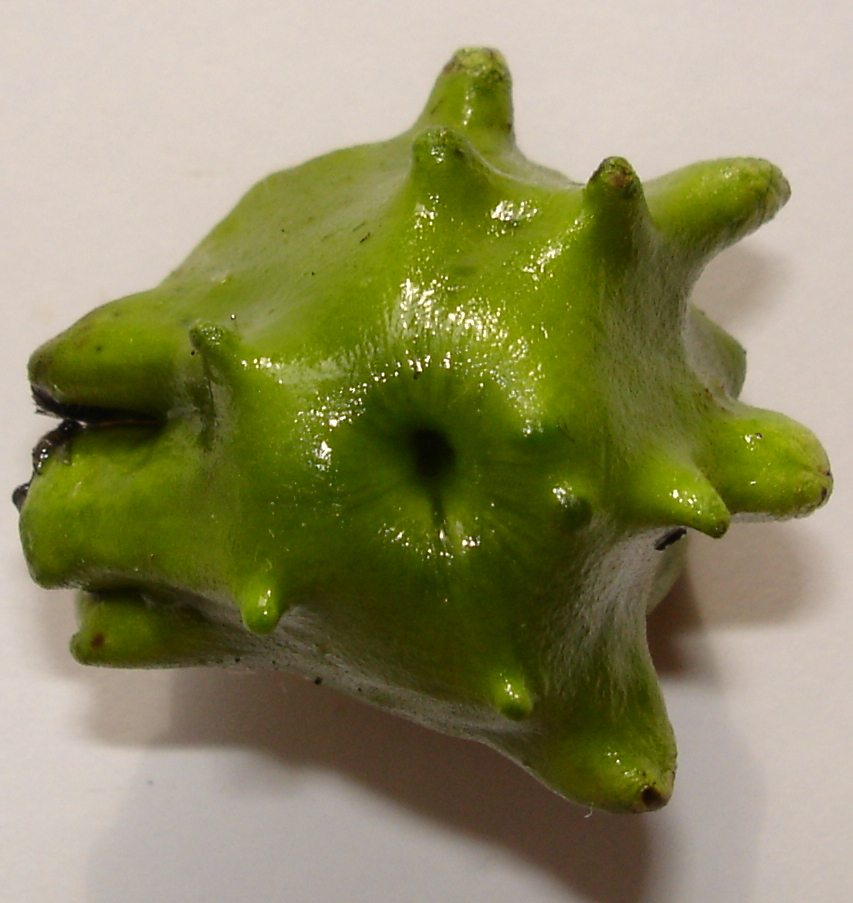
volgroeide gal met uitgang